# Branche du Lac
La branche du Lac est une rivière qui coule dans la péninsule gaspésienne, dans la région administrative du Bas-Saint-Laurent, au Québec, au Canada. Ce cours d'eau traverse successivement les municipalités régionales de comté de :
- La Matapédia : territoire non organisé Ruisseau-des-Mineurs ;
- La Matanie : territoire non organisé de Rivière-Bonjour.

## Géographie
À partir du Lac du Huard dans les monts Chic-Chocs la rivière coule sur environ 22 km jusqu'à la sur la rive droite de la rivière Cascapédia, dans le territoire non organisé de Rivière-Bonjour.

## Toponymie
Le toponyme « branche du Lac » a été officialisé le 4 mars 1982 à la Commission de toponymie du Québec.